# Mbizana
Mbizana – gmina w Republice Południowej Afryki, w Prowincji Przylądkowej Wschodniej, w dystrykcie Alfred Nzo. Siedzibą administracyjną gminy jest Bizana.
Do 2011 roku Mbizana należała do dystryktu O.R. Tambo.